# Markus Gandler
Markus Gandler (Kitzbühel, 20 de agosto de 1966) es un deportista austríaco que compitió en esquí de fondo. 
Participó en tres Juegos Olímpicos de Invierno, entre los años 1988 y 1998, obteniendo una medalla de plata en Nagano 1998, en la prueba de 10 km. Ganó una medalla de oro en el Campeonato Mundial de Esquí Nórdico de 1999, en la prueba de relevo.

## Palmarés internacional
| Juegos Olímpicos   | Juegos Olímpicos | Juegos Olímpicos | Juegos Olímpicos |
| Año                | Lugar            | Medalla          | Prueba           |
| ------------------ | ---------------- | ---------------- | ---------------- |
| 1998               | Nagano (Japón)   | Medalla de plata | 10 km            |
| Campeonato Mundial |                  |                  |                  |
| Año                | Lugar            | Medalla          | Prueba           |
| 1999               | Ramsau (Austria) | Medalla de oro   | Relevo 4 × 10 km |